# Theophilea cylindricollis
Theophilea cylindricollis là một loài bọ cánh cứng trong họ Cerambycidae.